# Barrio Santa Isabel (Punilla)
Barrio Santa Isabel es una localidad argentina ubicada en el departamento Punilla de la provincia de Córdoba. Se encuentra en el cruce de la ruta nacional 38 y la ruta provincial 17, 2 km al sur de Charbonier, de la cual depende administrativamente.

## Población
Cuenta con 70 habitantes (Indec, 2010), lo que representa un incremento del 7 % frente a los 65 habitantes (Indec, 2001) del censo anterior.
| Gráfica de evolución demográfica de Barrio Santa Isabel entre 1991 y 2010 |
|                                                                           |
| Fuente: Censos nacionales del INDEC                                       |